# Manuel II do Congo
Manuel II (Nkondo, c.1680 - São Salvador, 21 de abril de 1743) foi o manicongo (rei) do Reino do Congo entre 1718 e 1743. Sendo membro da Casa de Quimpanzo, foi o primeiro monarca a ser eleito pelo conselho real durante as "linhagens rotativas". 

## Biografia
Manuel Pedro Nimi Macasa nasceu em 1680, sendo filho de Álvaro, duque de Sundi. Foi meio-irmão de Pedro Constantino da Silva e Afonso Aleixo, sendo logo sobrinho de Ana Afonso de Leão e primo de Manuel I. Em 1709 juntou forças com Pedro de Água Rosada pela unificação do Congo, que em troca lhe deu a mão de uma de suas filhas, Maria. Com esta união foi lhe atribuído o título de "Príncipe do Congo". 
Com a morte de Pedro IV em 1718, foi eleito pelo conselho real como manicongo pelos Quimpanzo. O missionário português Estêvão Botelho da Silva, mesmo que presidiu o funeral de seu sogro também foi responsável pela sua coroação. 
Nos anos 1730 eclodiu uma revolta que gerou uma guerra em Umbamba. A ordem e a paz foram restaurada em 1734 devido a intervenção real de Manuel II.  No final de sua vida, ele tentou impor seu filho Dom Nicolau como sucessor, mas sem sucesso. Após sua morte, Dom Garcia de Quinzala foi eleito rei pelo conselho real. 